# Alaxinus oclairi
Alaxinus oclairi är en djurart som tillhör fylumet slemmaskar, och som beskrevs av Gibson, Wickham och Kuris 1990. Alaxinus oclairi ingår i släktet Alaxinus och familjen Amphiporidae. Inga underarter finns listade i Catalogue of Life.